# Vladan Dimitrijevic
Vladan Dimitrijevic (Belgrad, 7 d'abril de 1973 - Belgrad, 9 de març de 2012), era un futbolista serbi, que jugava com a defensa. Va ser internacional sub-21 per Iugoslàvia.
Dimitrijevic va començar a destacar al FK Zemun del seu país natal. El 1991 va fitxar per l'Albacete Balompié. A la competició espanyola va passar per diversos equips en la primera meitat de la dècada dels 90, sense fer-se un lloc en cap d'ells.

## Equips
- 91/92 FK Zemun
- 91/92 Albacete
- 92/93 UE Figueres
- 93/94 Albacete
- 94/96 CF Extremadura